# Бели лотос
Бели лотос (енгл. The White Lotus) америчка је телевизијска серија коју је створио Мајк Вајт за HBO. Прати госте и запослене измишљеног ланца одмаралишта Бели лотос, на чији боравак утичу различите психосоцијалне дисфункције. Радња прве сезоне је смештена на Хавајима, друге на Сицилији, а треће у Тајланду.
Првобитно је замишљена као мини-серија од шест епизода. Премијера је емитована 11. јула 2021, уз похвале критичара и велику гледаност. Успех серије довео је до тога да HBO наручи другу сезону и тиме је претвори у антологијску серију. Трећа сезона је приказана 16. фебруара 2025. У јануару 2025, пре саме премијере треће сезоне, наручена је четврта сезона серије. Поред емитовања на телевизији, серију истовремено приказује и Max.
Серија је добила изузетно позитивне рецензије критичара. Амерички филмски институт прогласио је Бели лотос једним од десет најбољих телевизијских програма током 2021. и 2022. Серија је освојила 15 награда Еми за програм у ударном термину и две награде Златни глобус.

## Радња
Бели лотос прати различите госте одмаралишта током недељу дана — али са сваким даном се открива мрачнија страна ових наизглед савршених путника, запослених у одмаралишту и мештана.

## Улоге

### 1. сезона
| Глумац             | Улога            |
| ------------------ | ---------------- |
| Мари Бартлет       | Армонд           |
| Кони Бритон        | Никол Мосбахер   |
| Џенифер Кулиџ      | Танја Маквојд    |
| Александра Дадарио | Рејчел Патон     |
| Фред Хекингер      | Квин Мосбахер    |
| Џејк Лејси         | Шејн Патон       |
| Британи О’Грејди   | Пола             |
| Наташа Ротвел      | Белинда Линдси   |
| Сидни Свини        | Оливија Мосбахер |
| Стив Зан           | Марк Мосбахер    |
| Моли Шенон         | Кити Патон       |

### 2. сезона
| Глумац             | Улога              |
| ------------------ | ------------------ |
| Ф. Мари Абрахам    | Берт ди Грасо      |
| Џенифер Кулиџ      | Танја Маквојд Хант |
| Адам Димарко       | Алби ди Грасо      |
| Меган Фахи         | Дафни Саливан      |
| Беатриче Грано     | Мија               |
| Џон Грајс          | Грег Хант          |
| Том Холандер       | Квентин            |
| Сабрина Импачаторе | Валентина          |
| Мајкл Империоли    | Доминик ди Грасо   |
| Тео Џејмс          | Камерон Саливан    |
| Обри Плаза         | Харпер Спилер      |
| Хејли Лу Ричардсон | Порша              |
| Вил Шарп           | Итан Спилер        |
| Симона Табаско     | Луча               |
| Лео Вудол          | Џек                |

### 3. сезона
| Глумац             | Улога            |
| ------------------ | ---------------- |
| Лесли Биб          | Кејт Бор         |
| Кари Кун           | Лори Дафи        |
| Волтон Гогинс      | Рик Хачет        |
| Сара Кетрин Хук    | Пајпер Ратлиф    |
| Џејсон Ајзакс      | Тимоти Ратиф     |
| Лалиса Манобал     | Мук              |
| Мишел Монахан      | Џеклин Лемон     |
| Сем Нивола         | Лохлан Ратлиф    |
| Лек Патравади      | Сритала Холингер |
| Паркер Поузи       | Викторија Ратлиф |
| Наташа Ротвел      | Белинда Линдси   |
| Патрик Шварценегер | Саксон Ратлиф    |
| Тајме Таптимтог    | Гајток           |
| Ејми Лу Вуд        | Челси            |
| Џон Грајс          | Грег Хант        |
| Сем Роквел         | Френк            |
| Скот Глен          | Џим Холинџер     |

## Епизоде
| Сезона | Сезона | Епизоде | Епизоде | Оригинално емитовање | Оригинално емитовање |
| Сезона | Сезона | Епизоде | Епизоде | Премијера            | Финале               |
| ------ | ------ | ------- | ------- | -------------------- | -------------------- |
|        | 1.     | 6       | 6       | 11. јул 2021.        | 15. август 2021.     |
|        | 2.     | 7       | 7       | 30. октобар 2022.    | 11. децембар 2022.   |
|        | 3.     | 8       | 8       | 16. фебруар 2025.    | 6. април 2025.       |

### 1. сезона (2021)
| Бр. еп. (укупно) | Бр. еп. (у сезони) | Наслов | Редитељ   | Сценариста | Премијера        | Гледаност у САД (милиони) |
| ---------------- | ------------------ | ------ | --------- | ---------- | ---------------- | ------------------------- |
| 1                | 1                  |        | Мајк Вајт | Мајк Вајт  | 11. јул 2021.    | 0,420                     |
| 2                | 2                  |        | Мајк Вајт | Мајк Вајт  | 18. јул 2021.    | 0,459                     |
| 3                | 3                  |        | Мајк Вајт | Мајк Вајт  | 25. јул 2021.    | 0,478                     |
| 4                | 4                  |        | Мајк Вајт | Мајк Вајт  | 1. август 2021.  | 0,515                     |
| 5                | 5                  |        | Мајк Вајт | Мајк Вајт  | 8. август 2021.  | 0,541                     |
| 6                | 6                  |        | Мајк Вајт | Мајк Вајт  | 15. август 2021. | 0,850                     |

### 2. сезона (2022)
| Бр. еп. (укупно) | Бр. еп. (у сезони) | Наслов | Редитељ   | Сценариста | Премијера          | Гледаност у САД (милиони) |
| ---------------- | ------------------ | ------ | --------- | ---------- | ------------------ | ------------------------- |
| 7                | 1                  |        | Мајк Вајт | Мајк Вајт  | 30. октобар 2022.  | 0,460                     |
| 8                | 2                  |        | Мајк Вајт | Мајк Вајт  | 6. новембар 2022.  | 0,421                     |
| 9                | 3                  |        | Мајк Вајт | Мајк Вајт  | 13. новембар 2022. | 0,474                     |
| 10               | 4                  |        | Мајк Вајт | Мајк Вајт  | 20. новембар 2022. | 0,416                     |
| 11               | 5                  |        | Мајк Вајт | Мајк Вајт  | 27. новембар 2022. | 0,641                     |
| 12               | 6                  |        | Мајк Вајт | Мајк Вајт  | 4. децембар 2022.  | 0,684                     |
| 13               | 7                  |        | Мајк Вајт | Мајк Вајт  | 11. децембар 2022. | 0,854                     |

### 3. сезона (2025)
| Бр. еп. (укупно) | Бр. еп. (у сезони) | Наслов | Редитељ   | Сценариста | Премијера         | Гледаност у САД (милиони) |
| ---------------- | ------------------ | ------ | --------- | ---------- | ----------------- | ------------------------- |
| 14               | 1                  |        | Мајк Вајт | Мајк Вајт  | 16. фебруар 2025. | 0,420                     |
| 15               | 2                  |        | Мајк Вајт | Мајк Вајт  | 23. фебруар 2025. | 0,687                     |
| 16               | 3                  |        | Мајк Вајт | Мајк Вајт  | 2. март 2025.     | 0,507                     |
| 17               | 4                  |        | Мајк Вајт | Мајк Вајт  | 9. март 2025.     | 0,677                     |
| 18               | 5                  |        | Мајк Вајт | Мајк Вајт  | 16. март 2025.    | 0,828                     |
| 19               | 6                  |        | Мајк Вајт | Мајк Вајт  | 23. март 2025.    | 0,744                     |
| 20               | 7                  |        | Мајк Вајт | Мајк Вајт  | 30. март 2025.    | 0,956                     |
| 21               | 8                  |        | Мајк Вајт | Мајк Вајт  | 6. април 2025.    | 1,37                      |